# Gasteranthus dressleri
Gasteranthus dressleri är en tvåhjärtbladig växtart som beskrevs av Wiehler. Gasteranthus dressleri ingår i släktet Gasteranthus och familjen Gesneriaceae. Inga underarter finns listade i Catalogue of Life.